# Communauté de communes du Provinois
La communauté de communes du Provinois est une communauté de communes française, située dans le département de Seine-et-Marne en région Île-de-France.

## Historique
Une première communauté de communes du Provinois a été créée le 20 décembre 2003.
Au regroupement de 25 communes à l'origine viennent s'ajouter :
- en 2005 : Maison-Rouge ;
- en 2007 : Chalautre-la-Petite et Soisy-Bouy ;
- en 2010 : Jouy-le-Châtel ;
- en 2011 : Melz-sur-Seine qui se retire de la Communauté de communes de la Bassée ;
- en avril 2013 : Chalautre-la-Grande et les neuf communes de la communauté de communes de la Gerbe, qui fusionne avec cette première intercommunalité, créant une nouvelle structure intercommunale qui conserve la dénomination de communauté de communes du Provinois. Celle-ci est instituée par un arrêté préfectoral du 2 avril 2013[3].

## Territoire communautaire

### Géographie
L'intercommunalité regroupe 40 communes adhérentes au 1er juillet 2014, regroupant 35.277 habitants.

### Composition
La communauté de communes est composée des 39 communes suivantes :

| Nom                       | Code Insee | Gentilé           | Superficie (km2) | Population (dernière pop. légale) | Densité (hab./km2) |
| ------------------------- | ---------- | ----------------- | ---------------- | --------------------------------- | ------------------ |
| Provins (siège)           | 77379      | Provinois         | 14,72            | 11 824 (2022)                     | 803                |
| Augers-en-Brie            | 77012      | Augereois         | 13,49            | 275 (2022)                        | 20                 |
| Bannost-Villegagnon       | 77020      | Bannostiens       | 19,41            | 658 (2022)                        | 34                 |
| Beauchery-Saint-Martin    | 77026      |                   | 27,96            | 374 (2022)                        | 13                 |
| Beton-Bazoches            | 77032      | Bétonais          | 18,32            | 912 (2022)                        | 50                 |
| Bezalles                  | 77033      |                   | 2,66             | 224 (2022)                        | 84                 |
| Boisdon                   | 77036      |                   | 4,3              | 135 (2022)                        | 31                 |
| Cerneux                   | 77066      | Cernois           | 22,1             | 277 (2022)                        | 13                 |
| Chalautre-la-Grande       | 77072      | Chalautriers      | 18,33            | 657 (2022)                        | 36                 |
| Chalautre-la-Petite       | 77073      | Chalautriers      | 9,37             | 545 (2022)                        | 58                 |
| Champcenest               | 77080      | Champcenestois    | 12,46            | 197 (2022)                        | 16                 |
| La Chapelle-Saint-Sulpice | 77090      | Capélosulpiciens  | 6,37             | 239 (2022)                        | 38                 |
| Chenoise-Cucharmoy        | 77109      |                   | 48,68            | 1 629 (2022)                      | 33                 |
| Courchamp                 | 77134      | Courchampois      | 12,41            | 151 (2022)                        | 12                 |
| Courtacon                 | 77137      | Courtaconnais     | 11,88            | 244 (2022)                        | 21                 |
| Frétoy                    | 77197      | Frétoysiens       | 6,43             | 173 (2022)                        | 27                 |
| Jouy-le-Châtel            | 77239      | Joviciens         | 37,68            | 1 581 (2022)                      | 42                 |
| Léchelle                  | 77246      | Léchellois        | 22,05            | 577 (2022)                        | 26                 |
| Longueville               | 77260      | Longuevillois     | 5,61             | 1 802 (2022)                      | 321                |
| Louan-Villegruis-Fontaine | 77262      | Louanais          | 38,05            | 492 (2022)                        | 13                 |
| Maison-Rouge              | 77272      | Mansirubiens      | 13,91            | 853 (2022)                        | 61                 |
| Les Marêts                | 77275      |                   | 5,38             | 154 (2022)                        | 29                 |
| Melz-sur-Seine            | 77289      | Melziens          | 18,5             | 346 (2022)                        | 19                 |
| Montceaux-lès-Provins     | 77301      | Montceldiens      | 15,35            | 321 (2022)                        | 21                 |
| Mortery                   | 77319      | Morterois         | 13,2             | 139 (2022)                        | 11                 |
| Poigny                    | 77368      | Pognissiens       | 6,02             | 505 (2022)                        | 84                 |
| Rouilly                   | 77391      |                   | 7,62             | 495 (2022)                        | 65                 |
| Rupéreux                  | 77396      | Rupérois          | 6,33             | 102 (2022)                        | 16                 |
| Saint-Brice               | 77403      | Saint-Briçois     | 11,46            | 812 (2022)                        | 71                 |
| Saint-Hilliers            | 77414      | Hilériens         | 19,13            | 479 (2022)                        | 25                 |
| Saint-Loup-de-Naud        | 77418      |                   | 10,95            | 859 (2022)                        | 78                 |
| Saint-Martin-du-Boschet   | 77424      |                   | 17,06            | 264 (2022)                        | 15                 |
| Sainte-Colombe            | 77404      | Saint-Colombinois | 8,16             | 1 778 (2022)                      | 218                |
| Sancy-lès-Provins         | 77444      | Sancéens          | 18,21            | 338 (2022)                        | 19                 |
| Soisy-Bouy                | 77456      | Bouyards          | 11,34            | 844 (2022)                        | 74                 |
| Sourdun                   | 77459      | Sourdunois        | 23,33            | 1 515 (2022)                      | 65                 |
| Villiers-Saint-Georges    | 77519      | Villersois        | 33,27            | 1 159 (2022)                      | 35                 |
| Voulton                   | 77530      | Voultonais        | 26,29            | 298 (2022)                        | 11                 |
| Vulaines-lès-Provins      | 77532      |                   | 10,75            | 75 (2022)                         | 7                  |

### Démographie
| 1968   | 1975   | 1982   | 1990   | 1999   | 2006   | 2011   | 2016   |
| ------ | ------ | ------ | ------ | ------ | ------ | ------ | ------ |
| 26 678 | 26 928 | 27 959 | 29 707 | 31 426 | 32 917 | 34 299 | 34 655 |

## Administration

### Siège

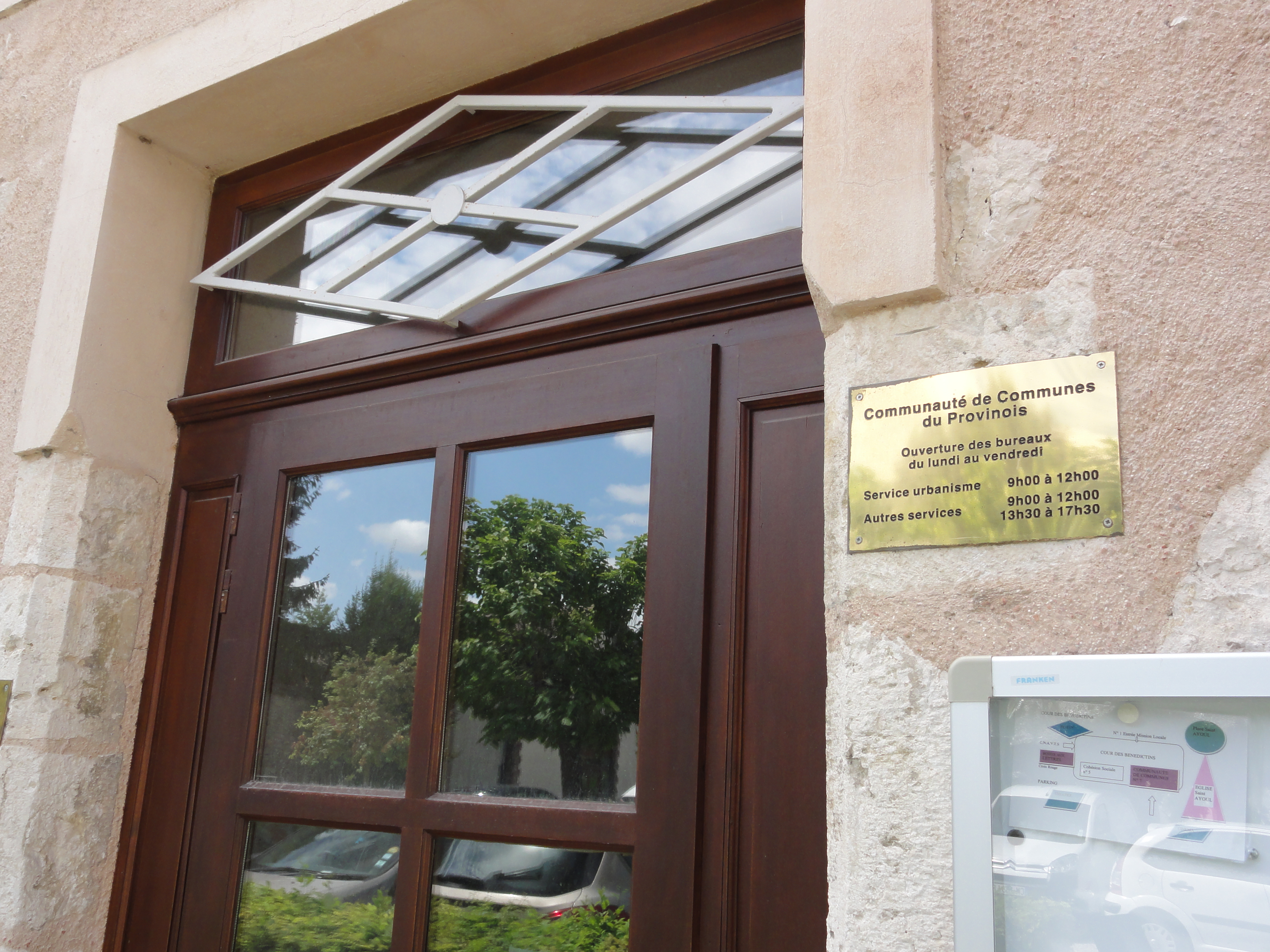
Entrée bureaux Communauté de communes de Provinois

La communauté de communes a son siège 7 cours des Bénédictins, 77160 Provins.

### Élus
La communauté de communes est administrée par son conseil communautaire, composé de 71 conseillers titulaires, qui sont des conseillers municipaux représentant chacune des communes membres. À compter des élections municipales de 2014, la représentation des communes est calculée par tranches de 700 habitants.
Le conseil communautaire du 14 avril 2014 a réélu son président, Christian Jacob, député-maire de Provins, ses huit vice-présidents, et 18 autres membres, qui constituent le bureau de la communauté pour le mandat 2014-2020.
Les vice-présidents de ce mandat sont : 
1. Nicolas Fenart, élu de Montceaux-lès-Provins, chargé de l'administration générale, des services à la personne, du portage de repas à domicile et du relais d'assistantes maternelles ;
2. Jean-Patrick Sotiez, élu de Soisy-Bouy, chargé de la culture et des sports ;
3. Éric Torpier, élu de Sourdun, chargé des finances et de l'aménagement numérique ;
4. Claire Crapart, élue de Beauchery-Saint-Martin, chargée de l'aménagement et du développement durable, ainsi que de la formation des élus ;
5. Olivier Lavenka, élu de Provins, chargé du développement économique et des travaux ;
6. Alain Balducci, élu de Sainte-Colombe, chargé des transports ;
7. Yvette Galand, élue de Sancy-lès-Provins, chargée du tourisme ;
8. Jean-Claude Rambaud, élu de Champcenest, chargé de l'accueil de loisirs sans hébergement[4].

Christian Jacob démissionne de ce mandat en mars 2017 en raison de sa candidature aux élections législatives de 2017, et patronne son vice-président, Olivier Lavenka (LR), conseiller départemental de Provins pour lui succéder. Celui-ci est élu par le conseil communautaire du 23 mars 2017.

### Liste des présidents
| Période   | Période   | Identité        | Étiquette   | Qualité |
| --------- | --------- | --------------- | ----------- | --- |
| 2004      | mars 2017 | Christian Jacob | UMP puis LR | Exploitant agricole Député de Seine-et-Marne (4e circ.) (2007 → ) Maire de Provins (2006 → 2017) Démissionnaire en raison de sa candidature aux législatives 2017 |
| mars 2017 | En cours  | Olivier Lavenka | LR          | Collaborateur parlementaire Maire-adjoint puis maire (2017 → ) de Provins Conseiller départemental de Provins (2015 → ) Président de Seine-et-Marne numérique     |

### Régime fiscal
La Communauté de communes est un établissement public de coopération intercommunale à fiscalité propre.
Afin de financer l'exercice de ses compétences, l'intercommunalité perçoit la fiscalité professionnelle unique (FPU) – qui a succédé à la taxe professionnelle unique (TPU) – et assure une péréquation de ressources entre les communes résidentielles et celles dotées de zones d'activité.
Elle perçoit également une dotation globale de fonctionnement bonifiée.